# Bruno Canfora
Bruno Canfora (Milano, 6 novembre 1924 – Piegaro, 4 agosto 2017) è stato un direttore d'orchestra, compositore, arrangiatore, paroliere italiano.
È entrato nella storia dello spettacolo e della musica leggera italiana come autore delle musiche di trasmissioni televisive e di canzoni che sono diventate degli evergreen: Fortissimo, Il ballo del mattone, Il geghegè (lanciate da Rita Pavone), Due note, Brava, Sono come tu mi vuoi, Vorrei che fosse amore, Zum zum zum (portate al successo da Mina), Da-da-un-pa, La notte è piccola (cantate delle gemelle Kessler), Stasera mi butto (incisa da Rocky Roberts), Soli, Né come né perché, Rome by Night, La vita (portata al successo internazionale da Shirley Bassey come This Is My Life), e moltissime altre.

## Biografia

Bruno Canfora nel 1955

Figlio di Ludovico, dirigente della Banca Commerciale di Milano, appassionato di musica e chitarrista autodidatta, si avvicinò alla musica insieme al fratello maggiore Oreste, iniziando a studiare l'oboe con il maestro Leandro Serafin, primo oboe al Teatro alla Scala di Milano; Oreste, il fratello, si diplomò in fagotto e dopo la guerra entrò al Teatro alla Scala, dove è rimasto come primo fagotto fino alla fine della sua carriera; Bruno invece conseguì il diploma in oboe.
Iniziò lo studio del pianoforte contestualmente allo studio dell'oboe al conservatorio Giuseppe Verdi di Milano, grazie al professor Alessandro Longo, noto revisore, e al professor Enzo Calace, entrambi docenti di pianoforte al Conservatorio di San Pietro a Majella di Napoli. Studiò teoria musicale con il maestro Ettore Pozzoli.
In questi anni, inoltre, si avvicinò al jazz, grazie al suo insegnante di oboe Leandro Serafin, il quale lo spinse verso la musica americana, all'epoca difficilmente reperibile e spesso censurata dal regime, perché considerata troppo "licenziosa", iniziando a suonare in alcuni complessi. 
Durante la Seconda guerra mondiale, militare in marina, nel 1943 venne coinvolto dai tedeschi in un'orchestra, che trasmetteva da un'emittente radio a Padova, suonando musica americana, e qui conobbe la cantante Elsa Rovere, in arte Elsa Pejrone, già voce solista del complesso del Maestro Enzo Ceragioli, dalla quale ebbe due figli.
Con la Pejrone, che morì prematuramente nel 1970, e con Tullio Gallo alla tromba organizzò un trio, che si esibiva nei locali del Veneto.
Nel 1945 fu chiamato dall'EIAR per suonare il pianoforte nell'orchestra di Venezia. Si trasferì a Trieste, ancora occupata dagli Alleati, dove accompagnava con un complesso varie formazioni di rivista inglesi e statunitensi.
A Torino nel 1948 conquistò il riconoscimento del concorso Bacchetta d'oro, al quale parteciparono grandi orchestre dell'epoca, tra cui quelle di Armando Trovajoli e Piero Piccioni, concorso che successivamente gli ha aperto le porte più importanti del panorama musicale. 
Nello stesso anno lavorò in Germania, dopodiché, al ritorno, la sua orchestra diventò una tra quelle maggiormente utilizzate durante le trasmissioni radiofoniche.

Il Maestro Bruno Canfora dirige la sua orchestra durante un'esibizione in un locale (1964)

Cominciò inoltre l'attività di compositore, scrivendo le prime canzoni, come Rosetera, Oggi, domani e sempre, Violette.
Negli anni sessanta divenne uno dei più noti e virtuosi direttori d'orchestra televisivi, dirigendo l'orchestra della Rai in numerosi programmi, come Studio Uno e Canzonissima (a partire dall'edizione del 1959 con Nino Manfredi, Paolo Panelli e Delia Scala), lavorando spesso con il regista Antonello Falqui; nello stesso periodo, inoltre, firmò come autore numerosi brani di successo della musica leggera italiana, quali Vorrei che fosse amore, Due note, Conversazione, Sono come tu mi vuoi e Brava, interpretati da Mina, Il ballo del mattone, Fortissimo, Il geghegè eseguiti da Rita Pavone, la nota sigla Da-da-um-pa, proposta dalle Gemelle Kessler, Stasera mi butto, portata al successo da Rocky Roberts, e molte altre. 
Fu direttore artistico del Festival di Sanremo e presidente della commissione concorsi per l'orchestra di musica leggera e di ritmi moderni della Rai. Negli anni sessanta, con la sua orchestra, portò Mina in un'importante tournée in Giappone; per l'occasione scrisse per lei un brano in giapponese, Anata To Watashi (Tu ed io), che riscuote un grande successo.
Tra le numerose manifestazioni a cui prese parte, si ricordano Un disco per l'estate 1965 con Come si fa a non volerti bene, cantata da Domenico Modugno, il Festival di Sanremo 1963 con Fermate il mondo, interpretata da Joe Sentieri e Johnny Dorelli, il Festival di Sanremo 1968 con La vita, interpretata da Elio Gandolfi e Shirley Bassey e la Mostra internazionale di musica leggera di Venezia nel 1965 con L'ultima occasione, portata al successo da Mina. Inoltre diresse l'orchestra del Festival di Sanremo 1961, del Festival di Sanremo 1988 e dell'Eurovision Song Contest 1991 e ancora del Festival di Sanremo 1993. Diresse più volte l'orchestra della Rai in occasione del "Premio Italia", trasmesso in Eurovisione.
Collaborò con Pietro Garinei e Sandro Giovannini, scrivendo le canzoni di diverse commedie musicali del duo, come Viola violino e viola d'amore nel 1967, con le Gemelle Kessler ed Enrico Maria Salerno, Angeli in Bandiera e Un Angelo è sceso a Brooklyn, o collaborando alle orchestrazioni, come in Promesse... promesse... nel 1970, con Johnny Dorelli e Catherine Spaak. Sempre in campo teatrale, nel 1976 musicò Amori miei, scritto da Iaia Fiastri e rappresentato in tutta Italia da Ornella Vanoni, Duilio Del Prete e Gianrico Tedeschi.
Il 24 maggio 1971 Canfora sposò Loretta Turri (25 anni), con rito civile, a Trevignano Romano, dalla quale ebbe un figlio. 
Partecipò anche ad alcuni musicarelli, nella parte di sé stesso, e compose le musiche di molte colonne sonore di film. I suoi "stacchetti" musicali, in puro stile americano, sono  utilizzati tutt'oggi dalle principali televisioni italiane e spagnole.
Continuò l'attività anche nei decenni successivi, sia in televisione che dal vivo con la sua orchestra. Si occupava anche di jazz sinfonico, in particolare con l'orchestra sinfonica del "Teatro Massimo" di Palermo, con la quale eseguì più volte delle tournée con ricercati arrangiamenti, da lui curati, su musiche di Cole Porter, George Gershwin, Hoagy Carmichael e molti altri autori americani.
La sua ultima apparizione televisiva fu nel 1995 in Papaveri e papere, varietà televisivo di Rai 1, ideato e diretto da Michele Guardì.
Morì all'età di 92 anni a Piegaro (è sepolto nel cimitero della stessa località).

## Canzoni scritte da Bruno Canfora
| Anno      | Titolo                              | Autori del testo                          | Autori della musica | Interpreti                                           |
| --------- | ----------------------------------- | ----------------------------------------- | ------------------- | ---------------------------------------------------- |
| 1958 1959 | Rome by night                       | Strumentale Al Stillman                   | Bruno Canfora       | Armando Trovajoli and His Orchestra Nicola Arigliano |
| 1959      | Luna timida                         | Walter Chiari                             | Bruno Canfora       | Stella Dizzy                                         |
| 1961      | Pollo e champagne                   | Dino Verde                                | Bruno Canfora       | Gemelle Kessler                                      |
| 1961      | Da-da-un-pa                         | Dino Verde                                | Bruno Canfora       | Gemelle Kessler                                      |
| 1961      | Due note                            | Antonio Amurri e Faele                    | Bruno Canfora       | Mina                                                 |
| 1962      | Abbiamo sedici anni                 | Dino Verde                                | Bruno Canfora       | Rita Pavone                                          |
| 1962      | Le stelle dell'orsa maggiore        | Dino Verde                                | Bruno Canfora       | Quartetto Cetra                                      |
| 1962      | Ehi, stop!                          | Dino Verde                                | Bruno Canfora       | Quartetto Cetra                                      |
| 1962      | Champagne twist                     | Dino Verde                                | Bruno Canfora       | Mina                                                 |
| 1963      | Il ballo del mattone                | Dino Verde                                | Bruno Canfora       | Rita Pavone                                          |
| 1963      | Fermate il mondo                    | Dino Verde                                | Bruno Canfora       | Joe Sentieri e Johnny Dorelli                        |
| 1964      | Prima o poi...telefonerai           | Daniele Pace                              | Bruno Canfora       | Gigliola Cinquetti                                   |
| 1964      | El gondolier (Pope)                 | De Vera                                   | Bruno Canfora       | Umberto Da Preda                                     |
| 1965      | Sai, sai, sai                       | Castellano e Pipolo                       | Bruno Canfora       | Dino                                                 |
| 1965      | La notte è piccola                  | Castellano e Pipolo                       | Bruno Canfora       | Gemelle Kessler                                      |
| 1965      | Brava                               | Bruno Canfora                             | Bruno Canfora       | Mina                                                 |
| 1965      | Come si fa a non volerti bene       | Antonio Amurri e Vito Pallavicini         | Bruno Canfora       | Domenico Modugno                                     |
| 1965      | Soli                                | Castellano e Pipolo                       | Bruno Canfora       | Mina                                                 |
| 1965      | Un bacio è troppo poco              | Antonio Amurri                            | Bruno Canfora       | Mina                                                 |
| 1966      | Fortissimo                          | Lina Wertmüller                           | Bruno Canfora       | Rita Pavone                                          |
| 1966      | Sono come tu mi vuoi                | Antonio Amurri                            | Bruno Canfora       | Mina                                                 |
| 1966      | Mai così                            | Lina Wertmüller                           | Bruno Canfora       | Mina                                                 |
| 1966      | Su su giù giù                       | Dino Verde                                | Bruno Canfora       | Gemelle Kessler                                      |
| 1966      | Il geghegè                          | Lina Wertmüller                           | Bruno Canfora       | Rita Pavone                                          |
| 1966      | Mi sei scoppiato dentro il cuore    | Lina Wertmüller                           | Bruno Canfora       | Mina                                                 |
| 1967      | Stasera mi butto                    | Antonio Amurri                            | Bruno Canfora       | Rocky Roberts                                        |
| 1967      | Conversazione                       | Antonio Amurri                            | Bruno Canfora       | Mina                                                 |
| 1967      | Un amore come dico io               | Pietro Garinei e Sandro Giovannini        | Bruno Canfora       | Enrico Maria Salerno                                 |
| 1967      | Poco poco                           | Pietro Garinei e Sandro Giovannini        | Bruno Canfora       | Gemelle Kessler                                      |
| 1967      | Tranquillamente senza di te         | Pietro Garinei e Sandro Giovannini        | Bruno Canfora       | Ellen Kessler                                        |
| 1967      | Viola violino e viola d'amore       | Pietro Garinei e Sandro Giovannini        | Bruno Canfora       | Gemelle Kessler                                      |
| 1967      | Se c'è una cosa che mi fa impazzire | Antonio Amurri                            | Bruno Canfora       | Mina                                                 |
| 1967      | Cartoline                           | Bruno Canfora                             | Bruno Canfora       | Mina                                                 |
| 1968      | La vita (This Is My Life)           | Antonio Amurri                            | Bruno Canfora       | Elio Gandolfi e Shirley Bassey                       |
| 1968      | Vorrei che fosse amore              | Antonio Amurri                            | Bruno Canfora       | Mina                                                 |
| 1968      | E sono ancora qui                   | Antonio Amurri                            | Bruno Canfora       | Mina                                                 |
| 1968      | Zum zum zum                         | Antonio Amurri                            | Bruno Canfora       | Mina e Sylvie Vartan                                 |
| 1968      | Né come né perché                   | Antonio Amurri                            | Bruno Canfora       | Mina                                                 |
| 1969      | Un'ora                              | Antonio Amurri                            | Bruno Canfora       | New Trolls                                           |
| 1969      | Quelli belli come noi               | Dino Verde, Italo Terzoli ed Enrico Vaime | Bruno Canfora       | Gemelle Kessler                                      |
| 1969      | Domani che farai                    | Dino Verde, Italo Terzoli ed Enrico Vaime | Bruno Canfora       | Johnny Dorelli                                       |
| 1971      | Noi siamo noi                       | Franco Castellano e Pipolo                | Bruno Canfora       | Rita Pavone                                          |
| 1971      | Ma cos'è questo amore               | Antonio Amurri                            | Bruno Canfora       | Rita Pavone                                          |
| 1971      | Arriverciao                         | Antonio Amurri                            | Bruno Canfora       | Rita Pavone                                          |
| 1973      | Ma come ho fatto                    | Leo Chiosso e Gustavo Palazio             | Bruno Canfora       | Ornella Vanoni                                       |
| 1975      | Come ti amavo ieri                  | Roberto Lerici                            | Bruno Canfora       | Ornella Vanoni                                       |
| 1975      | Se dovessi cantarti                 | Antonello Falqui e Roberto Lerici         | Bruno Canfora       | Ornella Vanoni                                       |
| 1976      | Notte matta                         | Franco Castellano e Pipolo                | Bruno Canfora       | Loretta Goggi                                        |
| 1976      | Pupo pupazzo                        | Franco Castellano e Pipolo                | Bruno Canfora       | Loretta Goggi                                        |
| 1976      | Una fabbrica d'amore                | Iaia Fiastri                              | Bruno Canfora       | Ornella Vanoni e Duilio Del Prete                    |
| 1976      | La biandria                         | Iaia Fiastri                              | Bruno Canfora       | Ornella Vanoni e Gianrico Tedeschi                   |
| 1976      | Ping pong                           | Iaia Fiastri                              | Bruno Canfora       | Ornella Vanoni                                       |
| 1976      | Mamma                               | Iaia Fiastri                              | Bruno Canfora       | Ornella Vanoni, Duilio Del Prete e Gianrico Tedeschi |
| 1976      | Vado via                            | Iaia Fiastri                              | Bruno Canfora       | Ornella Vanoni                                       |
| 1976      | Amori miei                          | Iaia Fiastri                              | Bruno Canfora       | Ornella Vanoni, Duilio Del Prete e Gianrico Tedeschi |
| 1976      | Anna Lisa                           | Iaia Fiastri                              | Bruno Canfora       | Duilio Del Prete e Gianrico Tedeschi                 |
| 1976      | La scappatella                      | Iaia Fiastri                              | Bruno Canfora       | Erika Blanc, Duilio Del Prete e Gianrico Tedeschi    |
| 1976      | Peggio per te                       | Iaia Fiastri                              | Bruno Canfora       | Ornella Vanoni                                       |
| 1976      | Meglio per me                       | Iaia Fiastri                              | Bruno Canfora       | Duilio Del Prete                                     |
| 1976      | Mi viene da piangere                | Iaia Fiastri                              | Bruno Canfora       | Ornella Vanoni                                       |
| 1976      | La scatola cinese                   | Iaia Fiastri                              | Bruno Canfora       | Duilio Del Prete e Gianrico Tedeschi                 |

## Filmografia
- Un angelo è sceso a Brooklyn, regia di Ladislao Vajda (1957)
- Il mostro di Mägendorf, regia di Ladislao Vajda (1958)
- Vite perdute, regia di Adelchi Bianchi e Roberto Mauri (1959)[12]
- Lupi nell'abisso, regia di Silvio Amadio (1959)
- La regina dei tartari, regia di Sergio Grieco (1960)
- Biblioteca di Studio Uno - miniserie TV, 8 episodi (1964)
- L'ultimo dei Mohicani, regia di Mateo Cano (1965)
- I soldi, regia di Gianni Puccini e Giorgio Cavedon (1965)
- Le sedicenni, regia di Luigi Petrini (1965)
- La fabbrica dei soldi, regia di Juan Estelrich, Riccardo Pazzaglia e Jean-Claude Roy (1966)
- James Tont operazione D.U.E., regia di Bruno Corbucci (1966)
- Il vostro superagente Flit, regia di Mariano Laurenti (1966)
- Rita la zanzara, regia di Lina Wertmüller (1966)
- Non stuzzicate la zanzara, regia di Lina Wertmüller (1967)
- Zum zum zum, regia di Bruno Corbucci (1968)
- Felicita Colombo, regia di Antonello Falqui (1968)
- Io non scappo... fuggo, regia di Franco Prosperi (1970)
- Nel giorno del Signore, regia di Bruno Corbucci (1970)
- L'altra faccia del padrino, regia di Franco Prosperi (1973)
- Il trucido e lo sbirro, regia di Umberto Lenzi (1976)
- La banda del trucido, regia di Stelvio Massi (1977)
- C'era una volta Roma - serie TV (1979)

## Programmi radiofonici Rai
- Premiazione vincitore Bacchetta d'oro 1948: Complesso diretto da Bruno Canfora, trasmessa il 19 gennaio 1949.

## Discografia parziale

### 33 giri
- 1961: Bruno Canfora presenta i successi da riviste di Kramer e Rodgers (Dischi Ricordi, MRL 6005)
- 1962:  Riviera (Dischi Ricordi, MRL 6016)

### CD
- 2005: Tribute to Ellington (Twilight Music - Serie Via Asiago 10, TWI CD AS 05 21)